# Louis-Jean Guyot
Louis-Jean-Frédéric Guyot  (7. července 1905 Bordeaux – 1. srpna 1988 tamtéž) byl francouzský římskokatolický kněz, arcibiskup Toulouse a kardinál.

## Život
Po absolvování právnické fakulty vstoupil do semináře a 29. června 1932 byl vysvěcen na kněze. Po krátkém pastorační práci ve svém rodišti byl poslán do Říma studovat teologii na Angeliku. Po návratu do Francie působil jako školní kaplan v armádě. Na příkaz svého biskupa uspořádal seminář pro pozdní povolání. 18. března 1949 se stal pomocným biskupem-koadjutorem v diecézi Coutances. O rok později 8. dubna 1950 se stal v této diecézi sídelním biskupem. Účastnil se jednání Druhého vatikánského koncilu a významně přispěl ke koncilnímu dokumentu o službě a životě kněží. Dne 28. dubna 1966 se stal arcibiskupem Toulouse a při konzistoři v březnu 1973 ho papež Pavel VI. jmenoval kardinálem. Z vedení arcidiecéze odstoupil v listopadu 1978.
Účastník dvou konkláve v roce 1978. Zemřel v Bordeaux, pohřben byl v katedrále v Toulouse.